# Bothriembryon praecelcus
Bothriembryon praecelcus é uma espécie de gastrópode  da família Orthalicidae.
É endémica da Austrália.